# 裂药花科
裂药花科共有2属27种，全部生长在热带美洲。
本科植物为小乔木或灌木；单叶互生，有小托叶；花无花被或有2-6花瓣；果实为蒴果。
1981年的克朗奎斯特分类法将其列在堇菜目中，1998年根据基因亲缘关系分类的APG 分类法认为应该分在金虎尾目中，2003年经过修订的APG II 分类法维持原分类。